# Henryk Mehlberg
Henryk Mehlberg również: Henry Mehlberg (ur. 7 października 1904 w Kopiczyńcach, zm. 10 grudnia 1979 w Gainesville na Florydzie) – polski filozof, logik, metodolog, członek szkoły lwowsko-warszawskiej, profesor Uniwersytetu Chicagowskiego i Uniwersytetu w Toronto, specjalista w zakresie filozofii nauki i metodologii nauk przyrodniczych.

## Życiorys
Był uczniem Kazimierza Ajdukiewicza i Kazimierza Twardowskiego na Uniwersytecie Jana Kazimierza we Lwowie. Studiował także w Wiedniu pod kierunkiem Moritza Schlicka, uczestnik Schlick Kreis. Został wykładowcą Uniwersytetu Jana Kazimierza.
Po II wojnie światowej pracował we Wrocławiu. W 1949 osiadł w USA. W latach 50. XX w. przejął po Rudolfie Carnapie katedrę na Uniwersytecie w Chicago. Później był profesorem Uniwersytetu w Toronto.
Najważniejszą jego publikacją była książka pt. The Reach of Science (1958).
Jego żoną była matematyczka Józefina Mehlberg, podczas II wojny światowej oficer Armii Krajowej (występowała pod pseudonimem księżna Janina Suchodolska).